# Phaenocarpa tacita
Phaenocarpa tacita är en stekelart som beskrevs av Stelfox 1941. Phaenocarpa tacita ingår i släktet Phaenocarpa och familjen bracksteklar. Inga underarter finns listade i Catalogue of Life.